# Granuläre Hornhautdystrophie
Die Granuläre Hornhautdystrophie  ist eine sehr seltene und schwere angeborene Form einer Hornhautdystrophie mit langsamer Progredienz und Beginn in früher Kindheit.
Es werden zwei Typen unterschieden:
- Granuläre Hornhautdystrophie Typ I, Synonyme: GCD1; Granuläre Hornhautdystrophie, klassische; Groenouw-Hornhautdystrophie Typ I; Hornhautdystrophie, granuläre; Hornhautdystrophie, bröckelige; Bücklers-I-Hornhautdystrophie; Hornhautentartung, familiäre, Fleischer (Typ I); englisch Groenouw-Fleischer dystrophy; Fleischer’s dystrophy; lateinisch Dystrophia corneae granulosa[2]
- Granuläre Hornhautdystrophie Typ II, Synonyme: GCD2; Avellino-Dystrophie; Hornhautdystrophie Typ Avellino; Hornhautdystrophie, granulär-gittrige; englisch Combined Granular-Lattice Corneal Dystrophy; Granular Corneal Dystrophy, Type II;[3]

Mitunter wird die Reis-Bücklers-Hornhautdystrophie als Typ III mit hinzu gezählt.